# رنگینک دم‌دراز
رنگینک دم‌دراز (نام علمی: Chiroxiphia linearis) نام یک گونه از سرده رنگینک‌های رقاص است.